# Blood on the Black Robe
Blood on the Black Robe è il sesto album del gruppo celtic metal irlandese Cruachan, pubblicato nel 2011.

## Tracce
1. To War – 0:55
2. I Am Warrior – 5:19
3. The Column – 7:12
4. Thy Kingdom Gone – 4:26
5. An Bean Sidhe – 5:50
6. Blood on the Black Robe – 6:39
7. Primeval Odium – 7:18
8. The Voyage of Bran – 4:20
9. Brian Boru's March – 3:29
10. Pagan Hate – 5:12
11. The Nine Year War – 7:21

## Formazione
- Colin Purcell - batteria, percussioni
- John Clohessy - basso
- John Ryan - violino, mandoloncello, bouzouki
- Keith Fay - voce, chitarra, bouzouki, mandolino, bodhrán, percussioni
- John Fay - tin whistle, low whistle, percussioni